# Manoir de la Chesnaye
Le manoir de la Chesnaye est situé à Arradon en France.

## Localisation
Le manoir est situé sur le territoire de la commune d'Arradon, au lieu-dit la Chesnaye, dans le département du Morbihan en région Bretagne.

## Description
Le manoir actuel date du XVIIIe siècle, édifice à plan allongé, plan double en profondeur, à cinq travées, à six pièces par étage, un étage carré, élévation ordonnancée, construit en moellons de granite. Toiture à longs pans recouverte d'ardoises, croupe.

## Historique
Manoir mentionné dès 1445 comme lieu noble, construction avec salle basse sous charpente datant sans doute de la première moitié du XVe siècle, détruite. L'édifice actuel est construit dans la seconde moitié du XVIIIe siècle. Entre 1809 et 1850, le bâtiment est doublé en profondeur dans sa partie ouest, certaines ouvertures et l'intérieur sont modifiés ; nouveau remaniement des ouvertures sur l'élévation nord vers 1900, sans doute lors du doublement en profondeur de la partie est. Adjonction d'un balcon au sud vers 1930. La tour, peut être à usage de colombier, située à l'extrémité sud d'un bâtiment de communs , aujourd'hui détruit, peut dater de la première moitié du XIXe siècle (elle ne figure pas sur le cadastre de 1809) : elle appartenait à la ferme modèle construite par Mr Avrouin (ferme aujourd'hui disparue).
Il est inscrit à l'inventaire général du patrimoine culturel.